# Julius Bruhns
Julius August Friedrich Bruhns (* 15. August 1860 in Altona; † 29. Januar 1927 in Offenbach am Main) war ein deutscher Gewerkschafter, Journalist und Politiker (SPD).

## Biografie
Bruhns wuchs als ältester Sohn eines Zigarrenarbeiters auf und musste bereits mit fünf Jahren seinem Vater bei der Zigarrenherstellung helfen. Bereits früh schloss er sich der sozialistischen Bewegung an. Er agierte bei den Reichstagswahlen 1877/78 wirkte illegal für die Partei und wurde im Jahr 1880 wegen sozialistischer Agitation nach einer Hausdurchsuchung aus Hamburg ausgewiesen. Er ließ sich im Jahr 1881 in Bremen nieder. Dort gehörte er zu den Anführern des radikalen linken Flügels der SPD. Er betätigte sich für seine Partei und die Gewerkschaft Tabakarbeiterverband als Agitator und nahm an mehreren Kongressen teil. Die Partei in Bremen erlebte durch ihn einen neuen Aufschwung. Im Jahr 1888 erwarb Bruhns die bremische Staatsbürgerschaft und gründete ein eigenes Zigarrengeschäft.
Im Jahr 1887 hatte er noch erfolglos für den Reichstag kandidiert, wurde dann aber bei der Wahl 1890 im Reichstagswahlkreis Freie Hansestadt Bremen als Abgeordneter in den Reichstag gewählt. Gleichzeitig wurde Bruhns Verleger und Redakteur des SPD-Parteiblattes Bremer Bürger-Zeitung. Im Jahr 1893 verlor Bruhns seinen Sitz im Reichstag und verließ 1895 nach innerparteilichen Auseinandersetzungen Bremen in Richtung Schlesien, wo er Redakteur der Parteizeitung Volkswacht war. In den Jahren 1910 bis 1927 war er in Offenbach am Main Chefredakteur des Offenbacher Abendblattes und Stadtverordneter.
Würdigungen
- Die Julius-Bruhns-Straße in Bremen-Vahr ist im Jahr 1959 nach ihm benannt worden.

## Werke
- Die reichsgesetzliche Regelung des Auswanderungswesens. In: Die neue Zeit. Revue des geistigen und öffentlichen Lebens. 15.1896-97, 2. Bd.(1897), Heft 28, S. 37–47 Digitalisat
- Wahlstatistik und Wahlbeteiligung in Preussen. In: Sozialistische Monatshefte. 9 = 11(1905), H. 12, S. 1004–1008 Digitalisat
- Das Frauenstimmrecht und die sozialdemokratische Partei. In: Sozialistische Monatshefte 9 (1906), S. 776–780 Digitalisat und Volltext im Deutschen Textarchiv
- Das Fortbildungsschulwesen. Buchhandlung Vorwärts, Berlin 1910 (Sozialdemokratische Gemeindepolitik 11)
- Die Gemeindepolitik einer sozialdemokratischen Mehrheit. Buchhandlung Vorwärts, Berlin 1914 (Sozialdemokratische Gemeindepolitik 16) Digitalisat
- Dem Andenken Wilh. Hasenclevers. Zur 25. Wiederkehr seines Todestages (3. Juli 1889). Hamburg 1914 (Aus: Hamburger Echo vom 3. Juli 1914)
- „Es klingt im Sturm ein altes Lied!“ Aus der Jugendzeit der Sozialdemokratie. J. H. W. Dietz Nachf., Stuttgart und Berlin 1921 Digitalisat